# Harry Verney (4e baronnet)
Harry Calvert Williams Verney (7 juin 1881 - 23 décembre 1974), est un homme politique libéral britannique. 

## Carrière politique
Verney s'est présenté comme candidat libéral pour Basingstoke aux élections générales de 1906. Peu de temps après, il est de nouveau candidat libéral aux élections partielles de 1906 à Basingstoke. Aux élections générales de décembre 1910, il est élu au Parlement pour Buckingham, un siège qu'il occupe jusqu'en 1918. Il sert sous Herbert Henry Asquith en tant que secrétaire parlementaire de la Commission de l'agriculture et des pêches de 1914 à 1915. Il se présente comme candidat libéral pour Skipton aux élections générales de 1922 et 1923. 
Verney devient baronnet en mai 1910. Il reçoit l'Ordre du Service distingué en 1918. 
Il épouse Rachel Gwenyfyr Catherine, fille de Victor Alexander Bruce, 13e comte de Kincardine, en 1911. Son fils Stephen Verney (en) est évêque de Repton de 1977 à 1985. 
Verney est condamné à deux reprises pour attentats à la pudeur sur des garçons de moins de seize ans, en 1937  et 1954 . 
Verney est le dernier candidat libéral survivant des élections générales de 1906. Il est décédé en décembre 1974, à l'âge de 93 ans, et est remplacé comme baronnet par son fils, Ralph Verney (5e baronnet). 